# Rosa Pietra Stella
Rosa Pietra Stella è un film del 2020 diretto da Marcello Sannino.
Il film è stato presentato in anteprima mondiale all' International  Film Festival Rotterdam nel febbraio del 2020 e quindi distribuito nelle sale cinematografiche dal 27 agosto.

## Trama
Carmela è una giovane donna che vive con una figlia, Maria, di 11 anni, facendo lavori saltuari con i quali fatica a tirare avanti. A tre giorni dall'esecuzione dello sfratto del suo appartamento a Portici, Carmela deve trovare una sistemazione, che sia qualcosa che vada oltre la temporanea soluzione della casa di sua sorella Nunzia.
Dopo il rifiuto del parroco di cedere un alloggio a sua disposizione, da lui definito già assegnato, non trovando niente di meglio, Carmela occupa proprio quell'appartamento, di fatto libero e perfettamente arredato.
L'algerino Tarek, in Italia da venti anni, l'aiuta in ogni modo, trovandole anche un paio di persone che vorrebbero un permesso di soggiorno, dietro pagamento. Carmela si offre di fare tramite, sebbene nell'ultima occasione l'avvocato che doveva provvedere a tutto avesse piantato in asso lei e l'imprenditore implicato, tale Biberon.
Quando i servizi sociali si accorgono dell'occupazione e le strappano Maria, con la quale aveva appena appianato antiche incomprensioni, per Carmela resta solo un obiettivo: riprendersi sua figlia.
Per riavere Maria, ora in una casa famiglia, Carmela deve trovare un lavoro e avere una casa in affitto. Presi i soldi di un arabo tramite l'imam a cui l'aveva raccomandata Tarek, Maria va da Biberon perché sia lei a essere assunta e perché le faccia avere anche un appartamento in affitto. Biberon le promette un lavoro e la presenta a un affittuario che, comprendendo che la donna non gli può dare garanzie, pretende in cambio una prestazione sessuale per darle l'alloggio.
Carmela prima non ci sta, poi accetta. Quindi si reca da Tarek, da sempre innamorato di lei, e si concede anche a lui, senza dare spiegazioni. Nottetempo se ne va da casa di Tarek per scrutare Maria nella casa dalla quale, forse, riuscirà presto a toglierla per riaverla con sé.

## Produzione
Il titolo prende spunto da un verso della canzone Carmela di Sergio Bruni del 1976.

## Riconoscimenti
- 2021 - Nastro d'argento
  - Candidatura per il miglior soggetto a Marcello Sannino